# Àlvar III del Congo
Álvaro III Nimi a Mpanzu, també conegut com a Álvaro III Mbiki a Mpanzu va ser manikongo (Mwene Kongo), o rei del regne del Congo, d'agost de 1615 al 4 de maig de 1622. Abans de ser rei, va servir com a duc de Mbamba. Era fill del rei Álvaro II i oncle del seu predecessor, Bernardo II. Va ascendir al tron en 1615 després de matar Bernardo II amb suport del seu sogre, d'Antonio da Silva, el duc de Mbamba ("mani Mbamba").
Tanmateix, el 1616 el seu sogre es va revoltar contra ell, però el 1620 va morir. El 1618 va envair Mpemba, governada pel seu germà Dom Félix, a qui obligà a fugir. Va reeixir a expulsar temporalment els holandesos de la boca del riu Congo, però va morir el 5 de maig de 1622. Com que el seu fill, Ambrósio, era massa jove per ser rei els nobles elegiren el duc de Mbamba pel càrrec de mwenekongo, donant peu a la nova dinastia de la casa de Nsundi.